# Myriam Tekaïa
Myriam Tekaïa est une actrice et scénariste française, née en juillet 1968 à Rome (Italie).
Elle est notamment connue pour ses rôles dans des films Le Cochon de Gaza (2011) et Un homme à la hauteur (2016).

## Biographie
Née à Rome, en Italie, d'origine tunisienne, Myriam Tekaïa passe son enfance et son adolescence entre plusieurs pays, notamment l'Italie, le Canada, les États-Unis, l'Inde et la Tunisie. Elle s'installe en France pour poursuivre ses études supérieures et travaille initialement dans le secteur musical. C'est lors d'un stage de prise de parole qu'elle découvre sa passion pour le théâtre et le cinéma, ce qui la conduit à embrasser une carrière d'actrice.

## Carrière
Myriam Tekaïa commence sa carrière d'actrice dans des courts-métrages tels que Märchen (2004), où elle incarne Blanche-Neige, et Xin lian (2004), dans le rôle d'Hélène. Elle gagne en visibilité grâce à des rôles dans des longs-métrages comme Le Cochon de Gaza (2011), où elle joue Yelena, et Un homme à la hauteur (2016), où elle interprète Stéphanie. Elle apparaît également dans Les Vacances du Petit Nicolas (2014) dans le rôle d'une starlette.
En parallèle de son travail d'actrice, Myriam Tekaïa s'est également investie dans l'écriture et la réalisation[réf. nécessaire]. Elle est créditée comme scénariste pour le film Papamobile (2025).

## Approche artistique
Myriam Tekaïa décrit son processus d'interprétation comme une immersion totale dans ses personnages, cherchant à construire leur histoire et à s'effacer derrière eux, quelle que soit leur origine culturelle.

## Filmographie sélective
Sauf indication contraire, les informations mentionnées dans cette section peuvent être confirmées par les bases de données cinématographiques IMDb, Allociné et Unifrance,  présentes dans la section « Liens externes ».

### Actrice

#### Longs métrages
- 2011 : Le Cochon de Gaza : Yelena
- 2014 : Les Vacances du Petit Nicolas : la starlette
- 2016 : Un homme à la hauteur : Stéphanie
- 2025 : Papamobile : la cheffe du cartel

#### Courts métrages
- 2003 : A Bright Interval : Kim
- 2004 : Märchen : Blanche-Neige
- 2004 : Xin lian : Hélène
- 2004 : SarahetClara : Sarah
- 2007 : Le matin va venir : La fille témoin
- 2008 : Évasion
- 2015 : Des millions de larmes : la juriste

#### Doublage
- 2006 : Azur et Asmar (film d'animation)

### Scénariste
- 2025 : Papamobile